# فرودگاه حومه سیراکیوز
فرودگاه حومه سیراکیوز (به انگلیسی: Syracuse Suburban Airport) یک فرودگاه همگانی است که یک باند فرود آسفالت دارد و طول باند آن ۷۶۲ متر است. این فرودگاه در شهر سیراکیوز، نیویورک کشور ایالات متحده آمریکا قرار دارد و در ارتفاع ۱۲۲ متری از سطح دریا واقع شده است.